# Joseph Lakanal
Joseph Lakanal, né le 14 juillet 1762 à Serres-sur-Arget (comté de Foix, actuel département de l'Ariège), mort le 14 juin 1845 à Paris dans l'ancien 8e arrondissement, est un membre du clergé, un homme politique et un pédagogue français. 
Sous l'Ancien Régime, Lakanal est professeur de rhétorique chez les Prêtres de la doctrine chrétienne. Durant la Révolution française, entre 1792 et 1797, il est député à la Convention nationale, où il vote la mort de Louis XVI, et au Conseil des Cinq-Cents. 
Lakanal joue un un rôle important dans la création de l'École normale et et du Muséum national d'histoire naturelle. Il est également membre de l'Académie des sciences. 

## Biographie

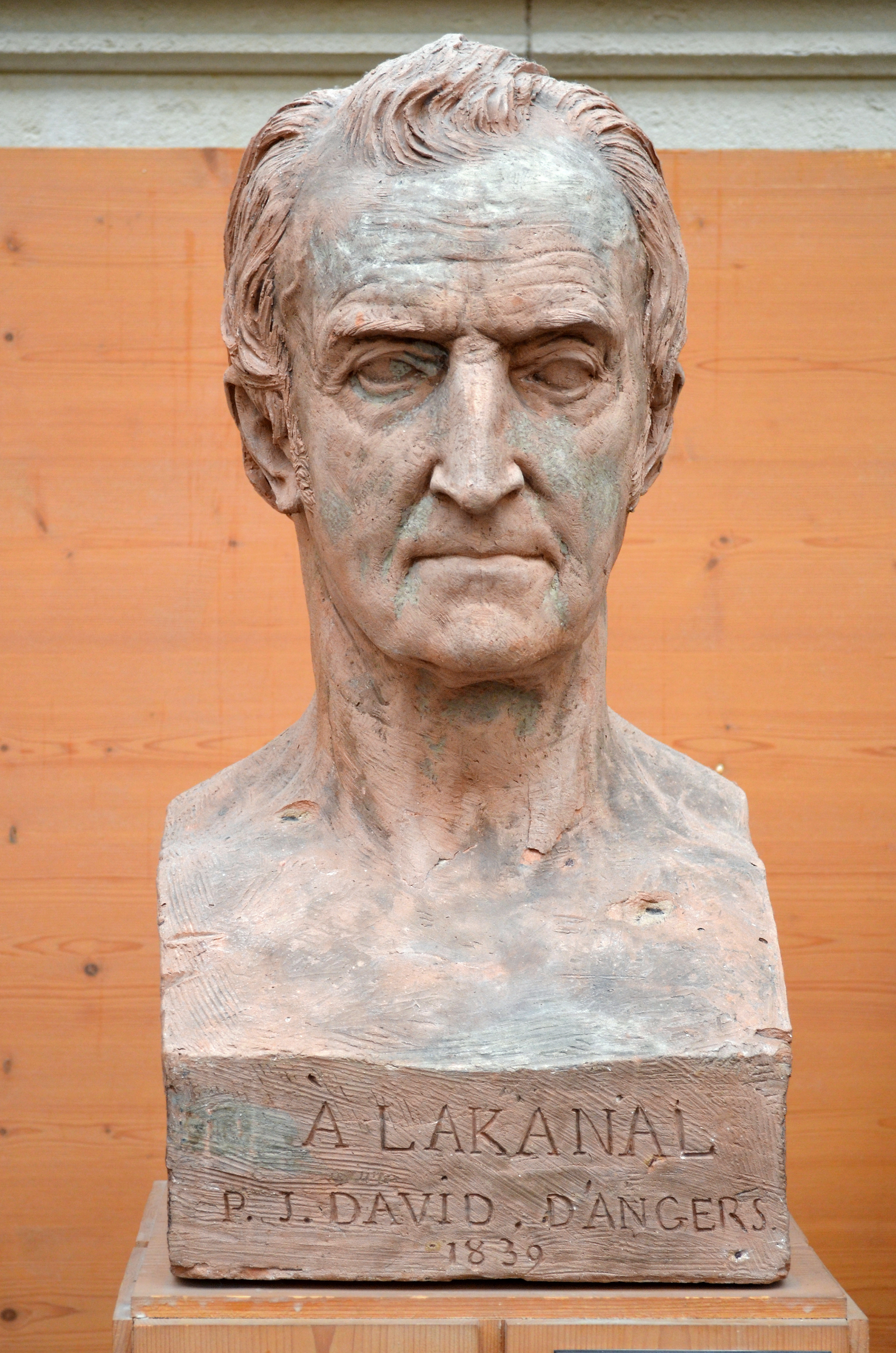
Buste de Lakanal par David d'Angers (1839).

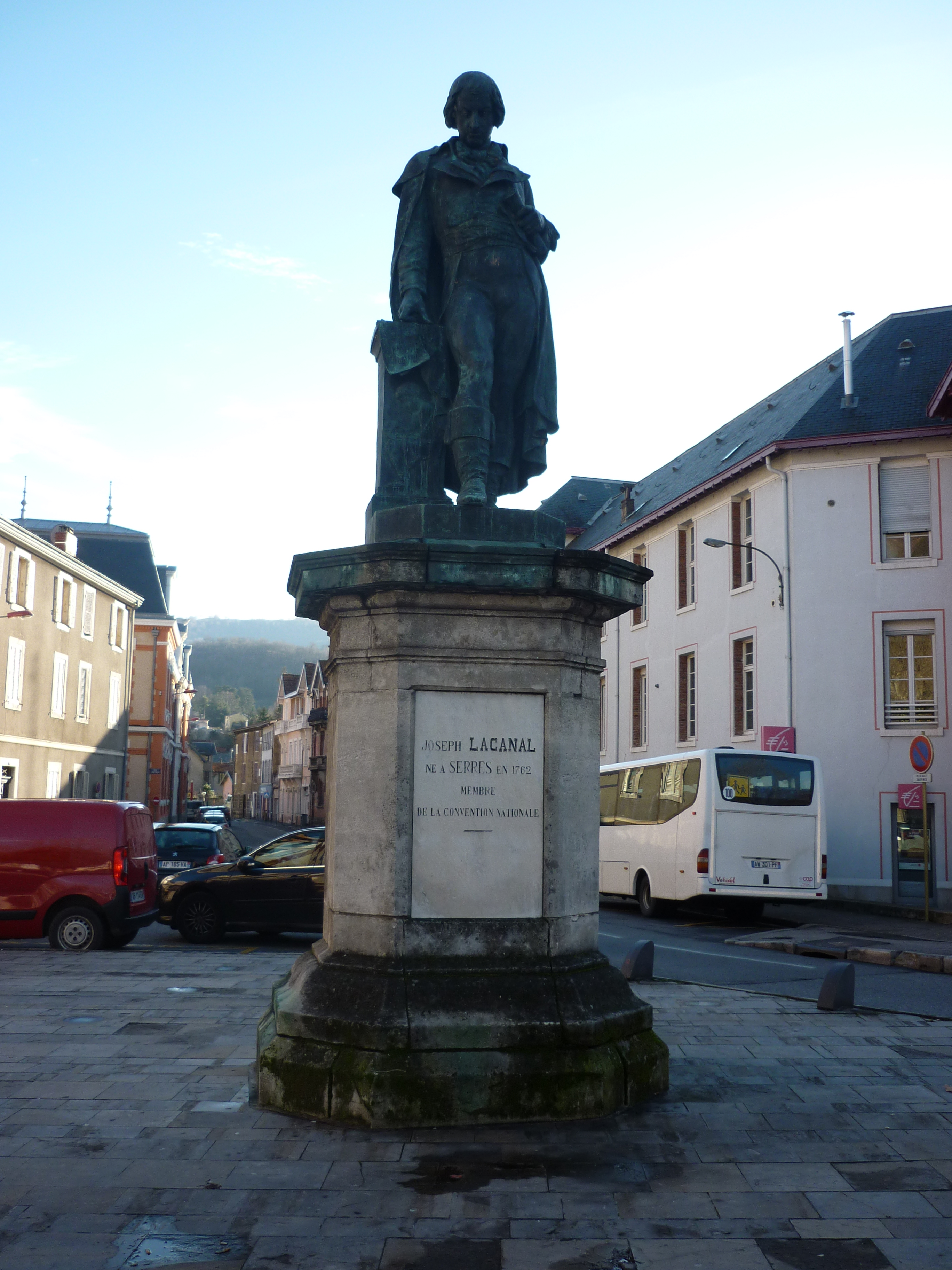
Statue à Foix par Émile Picault (1882).

Joseph Lakanal naît à Serres-sur-Arget, au sein d'une famille de petite bourgeoisie, d'un père forgeron. 
Il effectue ses études auprès des Prêtres de la doctrine chrétienne et enseigne, entre 1782 et 1792, dans différents collèges doctrinaires, comme au collège de Périgueux ou au collège de Moulins. 
À partir de la Révolution française, il signe Lakanal pour se différencier de ses frères aînés, de convictions royalistes.

### Mandat à la Convention
La monarchie constitutionnelle mise en application par la constitution du 3 septembre 1791 prend fin à l'issue de la journée du 10 août 1792 : les bataillons de fédérés bretons et marseillais et les insurgés des faubourgs de Paris prennent le palais des Tuileries. Louis XVI est suspendu et incarcéré, avec sa famille, à la tour du Temple. 

#### Un député Montagnard
En septembre 1792, Joseph Lakanal, alors vicaire de l'évêque de Pamiers, est élu député du département de l'Ariège, le sixième sur sept, à la Convention nationale. 

Il siège sur les bancs de la Montagne. Lors du procès de Louis XVI, il vote la mort, et rejette l'appel au peuple et le sursis à l'exécution de la peine. Au deuxième appel nominal relatif à l'appel au peuple, il déclenche les protestations des députés du côté droit en déclarant : 
Si le traître Bouillé, si le fourbe La Fayette et les intrigants ses complices votaient sur cette question, ils diraient oui : comme je n'ai rien de commun avec ces gens là, je dis non.
Le 13 avril 1793, il s'abstient de voter lors du scrutin sur la mise en accusation de Jean-Paul Marat  :
Vous avez consumé trois mois à discuter la cause d'un tyran, tout couvert de sang de plusieurs milliers de nos frères, et vous refusez d'accorder trois jours à un représentant du peuple, pour éclairer votre décision ! [...] pour moi qui ne cherche que la vérité, moi qui la trouverais belle même dans la bouche de Marat, je déclare à mes commettants que je ne voterai dans cette cause, que lorsque les passions qui déchirent cette Assemblée, se seront tues [...]. 
Le 28 mai, il vote contre le rétablissement de la Commission des Douze. 

#### Membre du Comité d'instruction
Durant son mandat, Joseph Lakanal prend part aux travaux sur l'éducation, l'instruction et les sciences.  
Le 2 avril 1793, Lakanal est admis au Comité d'instruction publique. Le 26 juin, il émet un « rapport sur l'établissement de l'instruction publique » soutenu par Emmanuel-Joseph Sieyès (député de la Sarthe), mais combattu par Maximilien de Robespierre (député de Paris). 
Le 5 avril , lui et son collègue Pierre Daunou (député du Pas-de-Calais) sont désignés pour suivre les expériences du scientifique Claude Chappe, inventeur du sémaphore. Le 25 juillet, il fait accorder à l'inventeur le titre d'ingénieur télégraphe. L'invention se distingue lors de la prise du Quesnoy le 28 thermidor an II (le 15 août 1794). 

#### Le représentant en mission
Joseph Lakanal est également envoyé en mission à plusieurs reprises durant son mandat.
Le 9 mars 1793, il est initialement envoyé, aux côtés de son collègue François Mauduyt (député de Seine-et-Marne), en mission dans les départements de l'Oise et de Seine-et-Marne, afin d'y accélérer la levée en masse. Il est remplacé le 25 par Jacques Isoré (député de l'Oise). 

Le 8 octobre, il est envoyé dans les départements de la Dordogne, de la Gironde, du Lot et du Lot-et-Garonne afin d'y organiser la levée des chevaux. Le 24 brumaire an II (14 novembre 1793), il est chargé d'établir une manufacture d'armes à Bergerac. Dans une lettre lue à la Convention le 13 frimaire (le 3 décembre), il déclare ne jamais avoir exercé de fonctions ecclésiastiques :
La députation de l'Ariège, à laquelle j'appartiens, attestera que qu'ils ont employé vainement des mesures tortionnaires pour me faire sacrifier au mensonge : je n'ai jamais messé, confessé, etc., ainsi je n'ai jamais été prêtre, et tout ce qui concerne cette horde de jongleurs est étranger à mon âme franche et loyale. Je prie la Convention nationale de regarder cette démarche moins comme une abjuration de la prêtrise et du traitement des lois qui y sont attachées que comme une justification des principes que j'ai toujours professé. 
Sur sa proposition, le 17 novembre 1794, la Convention décide la fondation de 24 000 écoles primaires. La même année, sur le rapport de Lakanal et Garat, de la commission d'Instruction publique, elle ouvre l’École normale de l’an III et les Écoles de l'an III scientifiques. Par son décret, l'école n'est plus obligatoire.
Franc-maçon, il fit partie de la Société des idéologues et en 1795, il fit voter l'organisation des écoles normales et d'un projet d'instruction publique où il développe les idées chères aux idéologues sur l'enseignement : « L'analyse seule est capable de recréer l'entendement, et la diffusion de sa méthode détruira l'inégalité des lumières. ».
Élu député à deux reprises par le département de Seine-et-Oise en 1798, il refusa cet honneur. L'année suivante, il fut envoyé à Mayence en qualité de commissaire pour organiser les nouveaux départements réunis à la France.
Il fit en 1794 à la Convention un rapport sur l'établissement d'une École publique des langues orientales vivantes. Celle-ci fut créée en 1795.
On lui doit aussi la conservation du jardin des Plantes, qu'il fit réorganiser sous le nom de Muséum national d'histoire naturelle.
Réélu au Conseil des Cinq-Cents cette fois pour le Finistère, Lakanal présenta le règlement de fondation d'un institut national, qui deviendra bientôt l'Institut de France, et proposa la liste des membres qui devaient en former le noyau complété par des élections. Ce corps savant contenait trois classes : la première s'occupait des sciences physiques et mathématiques, la seconde des sciences morales et politiques, la troisième de la littérature et des beaux-arts. Lakanal fut élu membre de la deuxième classe dont il devint secrétaire.
Sous l'Empire, il accepta la chaire de langues anciennes à l'École centrale de la rue Saint-Antoine, et fut plus tard attaché au lycée Bonaparte comme économe.
En 1809, il devint inspecteur des Poids et Mesures. Il prépara une édition des œuvres de Rousseau et rédigea un traité d'économie politique.
À la Restauration, il partit pour les États-Unis, où il fut accueilli par le président des États-Unis James Madison. Le Congrès des États-Unis lui a octroyé une concession de 2 km2 dans la Société coloniale de la vigne et de l'olivier d’Alabama.
Il devint alors planteur en Alabama, où, en 1817, plusieurs centaines de réfugiés de Saint-Domingue, menés par deux ex-généraux de Napoléon Bonaparte, fondèrent la Vine and Olive Colony, et obtinrent 370 kilomètres carrés du gouvernement américain. Très vite, ces colons, dont faisait partie également l'éditeur de presse Jean-Simon Chaudron, abandonnèrent le vin et les olives pour devenir des pionniers de l'histoire de la culture du coton.
Lakanal devint lui-même président de l’université de Louisiane à La Nouvelle-Orléans, qu’il réorganisa, avec le soutien des loges maçonniques locales.
Après la révolution de Juillet, il attendit trois ans pour regagner Paris, puis siégea de nouveau à l'Académie des sciences morales et politiques, à la demande de François Guizot.
Mort au 10 rue Royale-Saint-Antoine (plaque commémorative), en juin 1845, il a  laissé sa jeune épouse et leur enfant démunis et pauvres, malgré sa longue carrière.
Lakanal est enterré au cimetière du Père-Lachaise,. Sa tombe, située dans la 11e division, est une concession gratuite, par arrêté préfectoral en date du 16 février 1847.

## Jugements
« Député à la Convention nationale, Lakanal s'est uni à toutes les pensées de cette assemblée. Au milieu de ces crises orageuses, il songea aux intérêts des Lettres et des Sciences. Il s'efforça, bien souvent en vain, d'arracher à la mort ces hommes dont le savoir et les talents illustraient leur pays et ne le désarmaient pas. Il lutta obstinément contre une barbarie systématique qui menaçait nos arts, nos monuments nationaux, nos grands établissements d'éducation. »

— Charles de Rémusat

## Nommés d'après Joseph Lakanal
- Une vingtaine d'établissements scolaires en France[34] dont le lycée Lakanal de Sceaux, proche du parc de Sceaux, et le Collège Lakanal à Aubagne.
- Plusieurs voies publiques dans différentes villes françaises (Aubagne, Foix, Grenoble, Montluçon, Montpellier, Périgueux, Sceaux, Tours, Villeurbanne…) dont les rues Lakanal à Paris et à Toulouse.
- Piscine Lakanal (aujourd'hui appelée la piscine Bertran-de-Born) à Périgueux.
- Un timbre à son effigie a été émis en France en 1962[35].

### Sources primaires
- 1792 - Opinion du citoyen Lakanal, député du département de l'Arriège à la Convention nationale, sur la question de savoir, Si Louis XVI peut être jugé?. A Paris: De l'Imprimerie nationale
- 1793 - Décret sur le Jardin national des plantes, le cabinet d'histoire naturelle de Paris, du 10 juin 1793, l'an deuxième de la République. Précédé du rapport du citoyen Lakanal, député de l'Arriège à la Convention, membre du Comité d'instruction publique. Paris: De l'Imprimerie nationale
- 1793 - Projet de décret au nom des Comités d'instruction publique, de la guerre, des finances et de la marine. Sur la réunion du 10 août. Paris: De l'Imprimerie nationale
- 1794 - Rapport et projet de loi sur l'organisation des écoles primaires. Paris: De l'Imprimerie nationale
- 1794 - Rapport sur l'établissement des écoles normales. Paris: De l'Imprimerie nationale
- 1794 - Rapport. Sur J.J. Rousseau, fait au nom du Comité d'instruction publique, par Lakanal, dans la séance du 29 fructidor. Paris: De l'Imprimerie nationale
- 1794 - Lakanal a ses collègues. Paris: De l'Imprimerie nationale
- 1795 - Rapport sur les langues orientales, commerciales et diplomatiques. Fait au nom des Comités d'instruction publique et des finances. A Paris: De l'Imprimerie nationale
- 1796 - Rapport et projet de réglement de l'Institut national. A Paris: De l'Imprimerie nationale
- 1796 - Rapport fait au Conseil des cinq-cents. A Paris: De l'Imprimerie nationale
- 1838 - Exposé sommaire des travaux de Joseph Lakanal. Paris: Typographie de Firmin Didot frères